# Region Jenštejnského podhradí
Region Jenštejnského podhradí je dobrovolný svazek obcí podle zákona v okresu Praha-východ, jeho sídlem je Jenštejn a jeho cílem je celkový rozvoj mikroregionu, ÚP, životní prostředí, cestovní ruch. Sdružuje celkem 5 obcí a byl založen v roce 2002.

## Obce sdružené v mikroregionu
- Svémyslice
- Radonice
- Jenštejn
- Podolanka
- Dřevčice